# Рейд, Форрест
Форрест Рейд (англ. Forrest Reid; 24 июня 1875, Белфаст ― 4 января 1947, Уорренпойнт) ― ирландский писатель, литературный критик и переводчик. Наряду с Хью Уолполом и Джеймсом Барри был ведущим британским довоенным подростковым писателем. Ныне также считается одним из величайших писателей Ольстера. В 1944 году был удостоен премии памяти Джеймса Тейта Блэка за свой роман под названием Юный Том.

## Биография
Родился в Белфасте в протестантской семьей из двенадцати человек. Был младшим из двенадцати детей, шесть из которых дожили до взрослого возраста. Его мать, вторая жена его отца, происходила из аристократической семьи графов Шропширов. Хотя он и гордился такой богатой родословной, тем не менее в семье он чувствовал себя неуютно из-за жёстких принципов протестантской этики, которых придерживались его родители. Рейд получил образование в Королевском Академическом Институте Белфаста, после чего в течение короткого времени работал в сфере торговли чаем в Белфасте, а затем продолжил обучение в Колледже Христа в Кембридже, где изучал средневековую и современную литературу и попал под влияние романиста Эдварда Форстера. Тем не менее впоследствии Рейд негативно отзывался о времени учёбы в Кембридже, называя этот опыт «довольно пустым». Окончив университет в 1908 году, он вернулся в Белфаст и возвратился к своим занятиям литературой. Первая его книга, Царство сумерек, была опубликована в 1904 году.

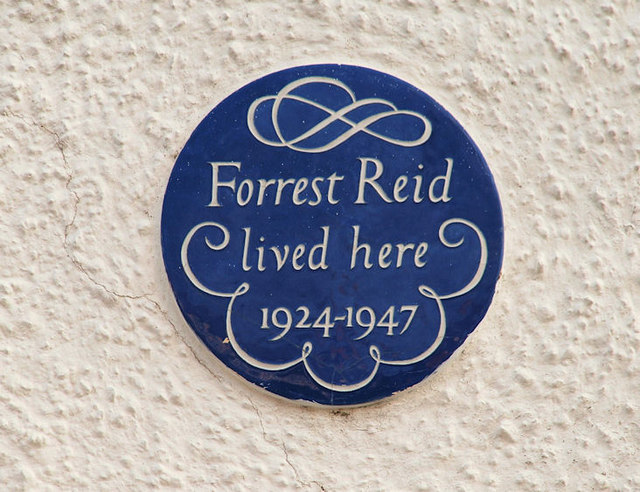
Мемориальная табличка в Белфасте: «Форрест Рейд жил здесь в 1924―1947»

Помимо сочинения художественных произведений, Рейд также занимался переводами из греческой антологии. Его труд, посвящённый творчеству Уильяма Йейтса (У. Б. Йейтс: критическое исследование, 1915) был признан одним из лучших критических исследований творчества Йейтса. Также Рейд был автором труда о творчества английских ксилографов 1860-х годов (Иллюстраторы шестидесятых, 1928); его коллекция оригинальных иллюстраций этого времени ныне находится в Музее Эшмола в Оксфорде.
Рейд был близким другом Уолтера де ла Мар, с которым он познакомился в 1913 году, и творчеству которого он посвятил другое своё сочинение, опубликованное 1929 году. Рейд также оказал значительное влияние на писателя Стивена Гилберта и имел связи с писателями группы Блумсбери. Он был одним из основателей Императорской лиги искусства (позже получила название Лига художников Великобритании). Рейд был также близким другом Артур Гривза, который был, в свою очередь, лучшим другом Клайва Льюиса. Гривз нарисовал несколько портретов Рейда.
Публиковал статьи во многих журналах, в том числе Uladh, The Westminster Review и Ulster Review. Писал рецензии на художественные произведения для The Guardian. Отступник, автобиография Рейда, была опубликован в 1926 году. Её продолжение, Моя дорога, была выпущена в 1940 году. Писатель был одним из основателей Ирландской Академии литературы.

## Оценки
Хотя ныне его произведения незнакомы широкой публике, Рейд был назван «первым ольстерским писателем европейского масштаба». Его роман воспитания о протестантах в Белфасте, После тьмы (1912) сравнивали с Портретом художника в юности (1914) Джеймса Джойса. Произведения Рейда, в которых часто встречаются темы мужской красоты и любви, могут быть помещены в исторический контекст английской литературы в XX века с её ярким выражением гомосексуальности.
Собрание сочинений писателя хранится в Эксетерском университете и включает в себя первые издания его произведений и все сочинения о самом Рейдt. Многие из его оригинальных рукописей хранятся в архивах Центральной библиотеки Белфаса.

## Сочинения

### Художественная литература
- The Kingdom of Twilight (1904)
- The Garden God – a Tale of Two Boys (1905)
- The Bracknels – a Family Chronicle (1911), revised as Denis Bracknel (1947)
- Following Darkness (1912) (An inspiration for James Joyce's Portrait of the Artist as a Young Man)
- The Gentle Lover – A Comedy of Middle Age (1913).
- At the Door of the Gate (1915)
- The Spring Song (1916)
- A Garden by the Sea (1918)(Stories).
- Pirates of the Spring (1919).
- Pender among the Residents (1922)
- Demophon – a Traveller's Tale (1927)
- Uncle Stephen (1931)
- Brian Westby (1934)
- The Retreat (1936)
- Peter Waring (1937)
- Young Tom (1944)

### Автобиографии
- Apostate (1926)
- Private Road (1940)